# Mugil bananensis
Mulet banane
Espèce
Statut de conservation UICN

 LC  : Préoccupation mineure
Mugil bananensis, le Mulet banane, est une espèce de poissons marins et d'eau saumâtre de la famille des Mugilidae.

## Description
Mugil bananensis peut mesurer jusqu'à 40 cm de longueur totale mais sa taille habituelle est d'environ 30 cm.

## Répartition
Cette espèce de mulets se rencontre dans l'Atlantique est, depuis le Nord du Sénégal jusqu'aux environs de Luanda en Angola. Elle a été également mentionnée en Mauritanie. Elle est présente depuis la surface et jusqu'à 300 m de profondeur.

## Systématique
Le nom valide complet (avec auteur) de ce taxon est Mugil bananensis (Pellegrin, 1927).
L'espèce a été initialement classée dans le genre Myxus sous le protonyme Myxus bananensis Pellegrin, 1927.
Ce taxon porte en français le nom vernaculaire ou normalisé suivant : Mulet banane,.
Mugil bananensis a pour synonymes :
- Liza bananensis (Pellegrin, 1927)
- Myxus bananensis Pellegrin, 1927

### Étymologie
Son épithète spécifique, composée de banan[a] et du suffixe latin -ensis, « qui vit dans, qui habite », lui a été donnée en référence à sa localité type, la ville portuaire de Banana en république populaire du Congo.

### Publication originale
- J. Pellegrin, « Description de Cichlidés et d'un Mugilidé nouveaux du Congo belge », Revue de Zoologie et de Botanique Africaines, Belgique, vol. 15, no 1,‎ 1927, p. 52-57 (ISSN 0035-1814).